# 350 av. J.-C.
Cette page concerne l'année 350 av. J.-C. du calendrier julien proleptique.

## Événements
- Printemps : Idrieus, satrape de Carie, intervient à Chypre où il envoie 8 000 mercenaires grecs commandés par Phocion contre Pnytagoras de Salamine, révolté contre le roi de Perse[1].
- 18 juin (28 juin du calendrier romain) : début à Rome du consulat de Marcus Popillius Laenas et Lucius Cornelius Scipio. Les Gaulois attaquent le Latium. Le consul plébéien Popillius Laenas les bat mais ils hivernent sur les monts Albains. Dictature de Lucius Furius Camillus qui préside aux comices consulaires et parvient à imposer deux consuls patriciens pour l'année suivante[2].
- En Chine, le légiste Shang Yang met en place son second ensemble de réformes de l'État de Qin : réformes politiques (institution d'un État centralisé avec quarante et une préfectures) et réformes agraires[3].

## Œuvres
- Vers 350 av. J.-C. : Déméter de Cnide, sculpture grecque grandeur nature, dans le sanctuaire de Déméter à Cnide.

## Naissances
- Chânakya, penseur politique indien.